# Adolphe Dureau de la Malle
Adolphe Jules César Auguste Dureau de la Malle (Paris, 3 de março de 1777 – Orne, 17 de maio de 1857) foi um geógrafo, naturalista, historiador e artista francês. Foi filho do estudioso e tradutor Jean-Baptiste Dureau de la Malle.

## Biografia
Dureau de la Malle publicou vários trabalhos na área da Economia e Topografia dos países clássicos, como por exemplo, Itália e Cartago no tempo do Império Romano:
- Da população da antiga Itália (De la Population de l'Italie ancienne) (1825)
- Da agricultura, administração e unidades de medidas dos romanos (De l'Agriculture, de l'Administration, des Poids et Mesures des Romains) (1827-1828)
- Da topografia de Cartago (De la Topographie de Carthage) (1835).

Como um naturalista, ele publicou sobre as origens das culturas de cereais,
- De l'Origine et de la patrie des Céréales (1819 et 1826);

e, seu trabalho mais significativo, sobre a sucessão da vegetação.
- Mémoire sur l'alternance ou sur ce problème: la succession alternative dans la reproduction des espèces végétales vivant en société, est-elle une loi générale de la nature. Annales des sciences naturelles, 15 (1825): 353-381. Traduzindo em português: Notas sobre alternância ou sobre sucessão alternativa na reprodução de espécies de plantas que vivem em uma comunidade - é uma lei geral da natureza?

Aqui ele apresenta os resultados de suas observações sobre florestas devastadas. Ele foi o primeiro a usar o termo "sucessão" (antes mesmo dele ser utilizado por Japetus Steenstrup) em relação a um fenômeno ecológico e provavelmente o primeiro a utilizar o termo "comunidade (ecologia)" (societé) para um conjunto de (plantas) indivíduos de espécies diferentes (antes mesmo de Karl Möbius).